# Oligohymenophorea
Oligohymenophorea es una extensa clase de protistas del filo Ciliophora.  Sus miembros se distribuyen extensamente, muchos son de vida libre (típicamente de agua dulce, pero también marinos) y otros son simbiontes. La mayoría son micrófagos, recolectando organismos más pequeños que son barridos por los cilios bucales, aunque también se pueden presentan otras formas de alimentación. Uno de los grupos, Astomatia, ha perdido la boca y las estructuras asociadas.
Presentan típicamente un surco ventral que contiene la boca y unos cilios orales distintivos, que están separados de los cilios corporales. Los primeros incluyen una membrana paroral a la derecha de la boca y unas membranellas, usualmente en número de tres, a su izquierda. La citofaringe es sencilla y nunca forma los cirtos complejos encontrados en otras clases. Los cilios corporales se originan generalmente de monocinétidas, teniendo las dicinétidas una distribución limitada a parte del cuerpo. En la mayoría de los grupos, los cilios corporales son uniformes y a menudo densos, mientras que los cilios orales son sencillos y reducidos a veces, pero en Peritrichia es casi a la inversa.
Oligohymenophorea fue primero propuesto en 1974 como una de tres clases de Ciliophora, junto a Polyhymenophorea (Spirotrichea) y Kinetofragmophora (actualmente abandonado). Desde entonces se les ha unido Apostomatia, pero su composición ha permanecido relativamente constante. Las variaciones principales han tenido lugar en las posiciones de Peniculida y Plagiopylea.

## Galería

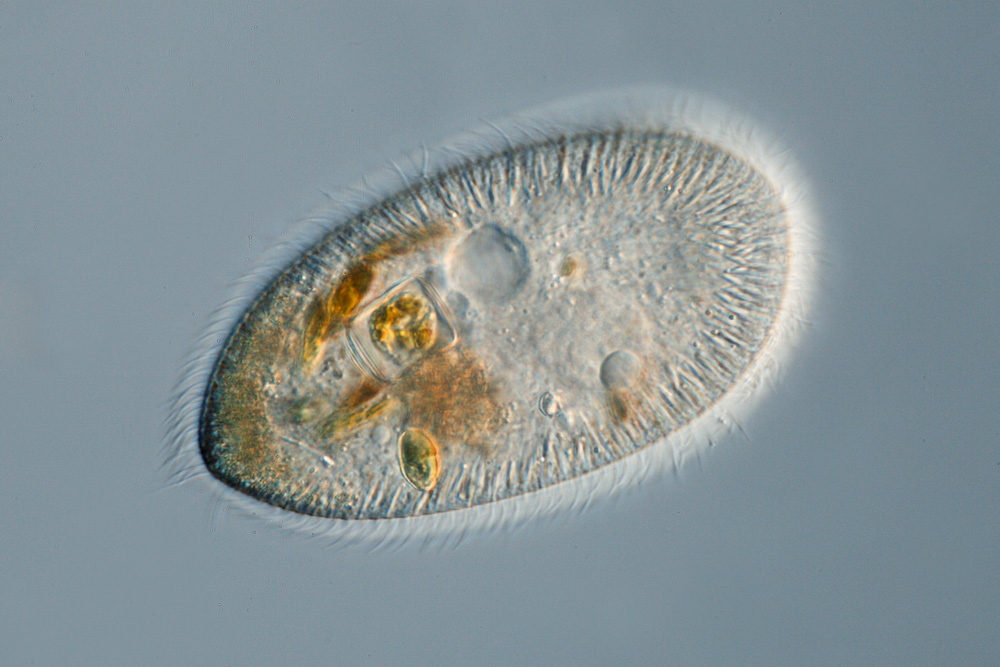
Frontonia (Peniculida)
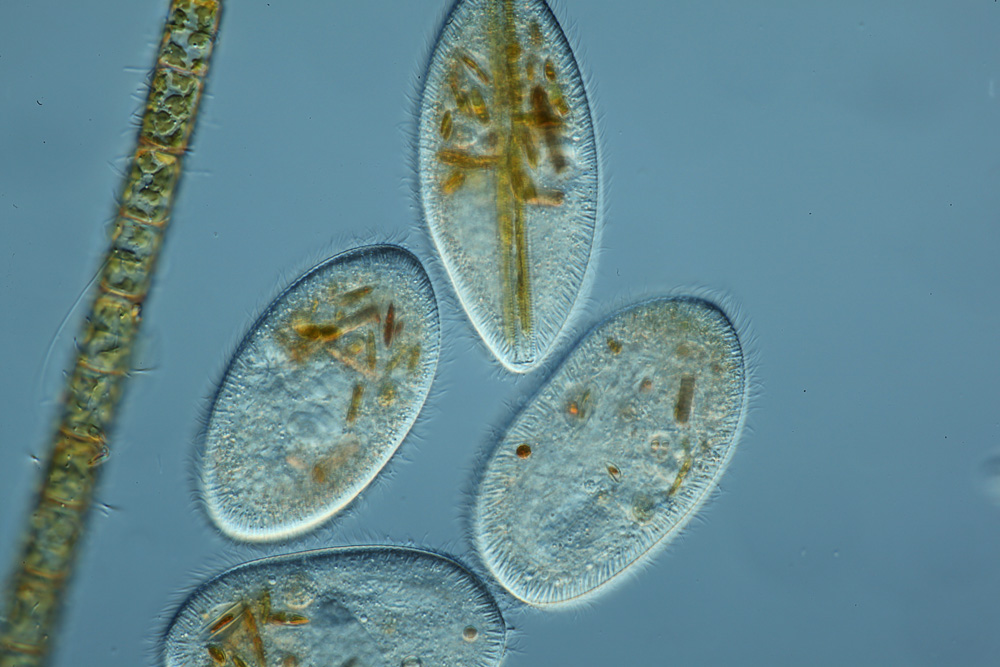
Frontonia (Peniculida)
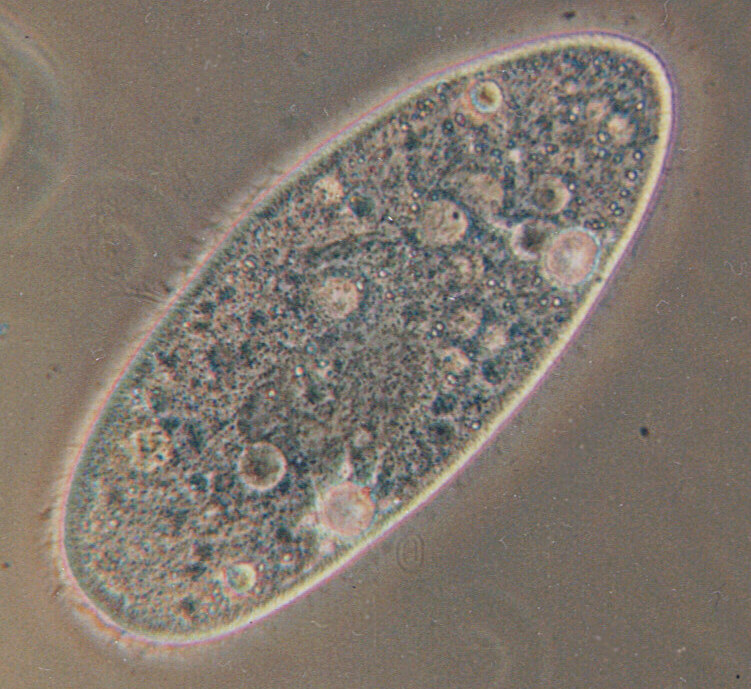
Paramecium aurelia (Peniculida)
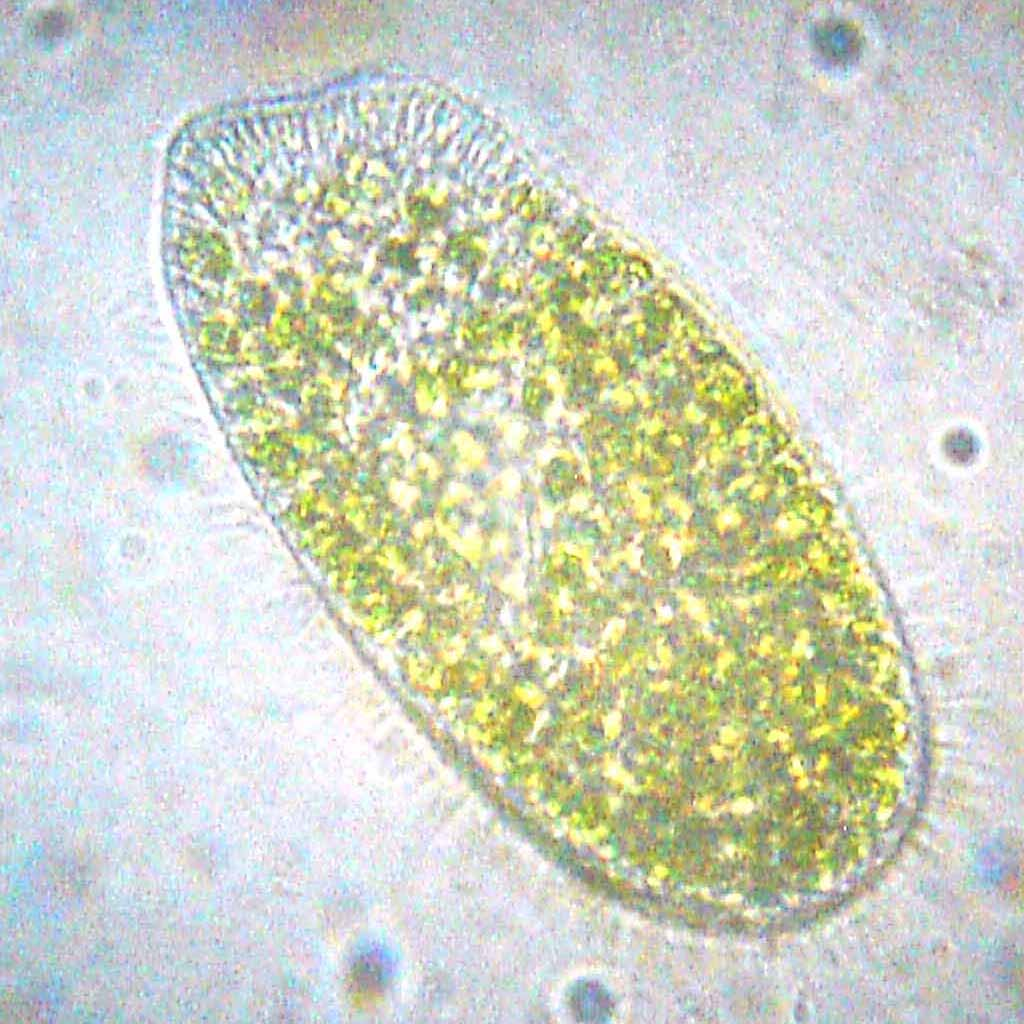
Paramecium bursaria (Peniculida)
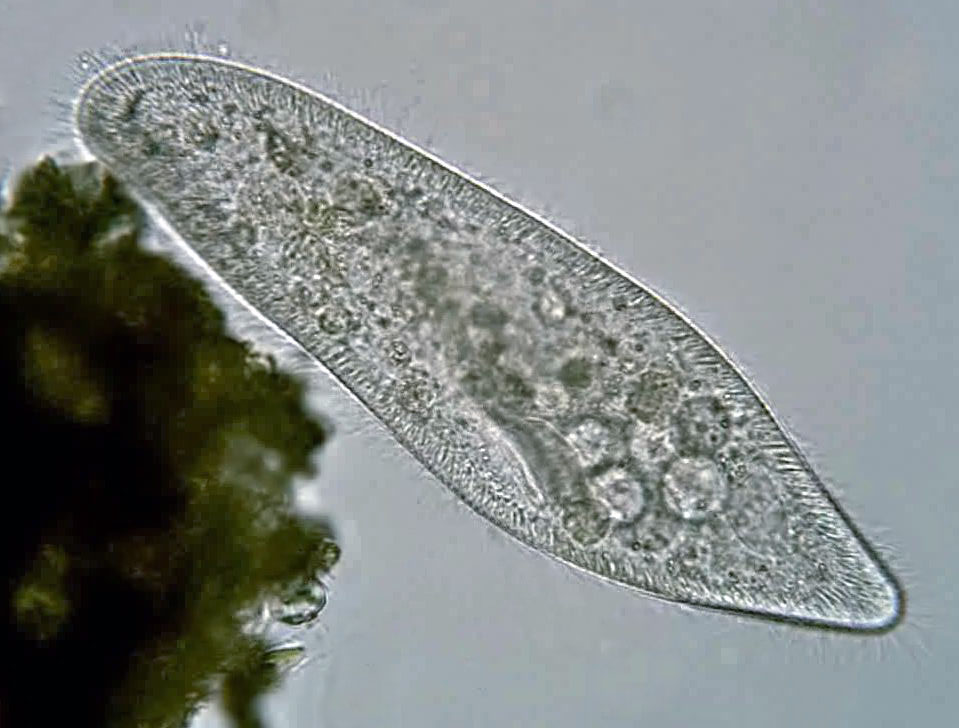
Paramecium caudatum (Peniculida)
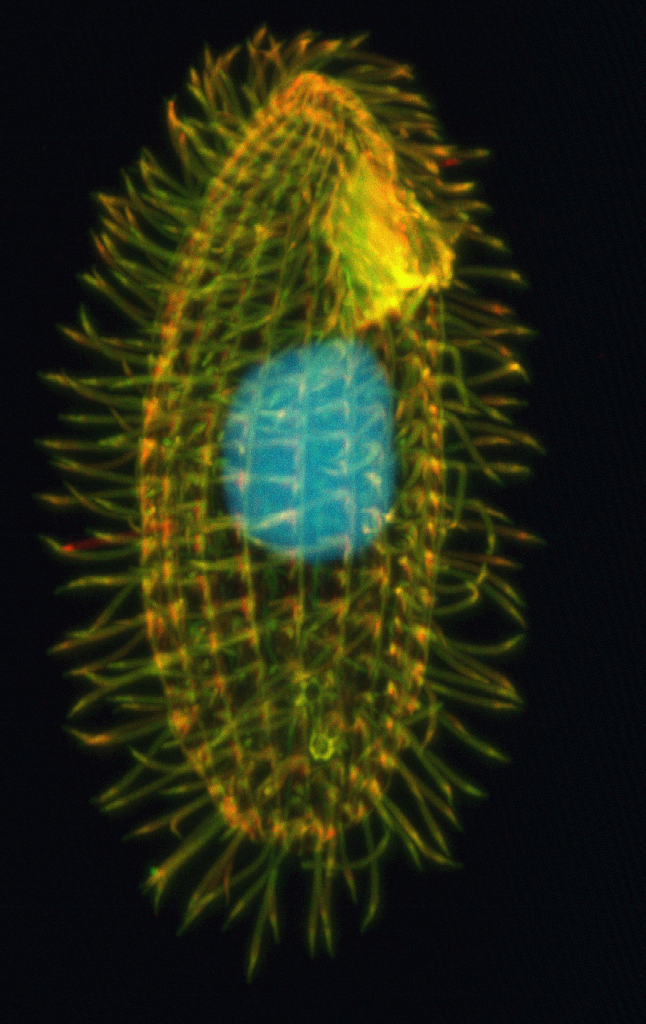
Tetrahymena thermophila (Hymenostomatida)
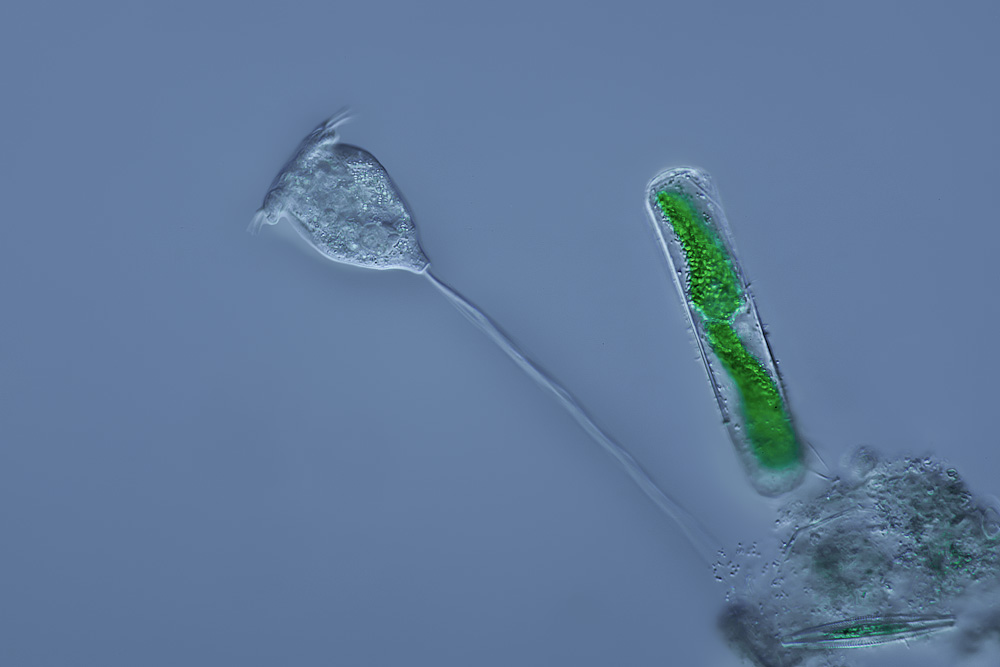
Vorticella (Sessilida)
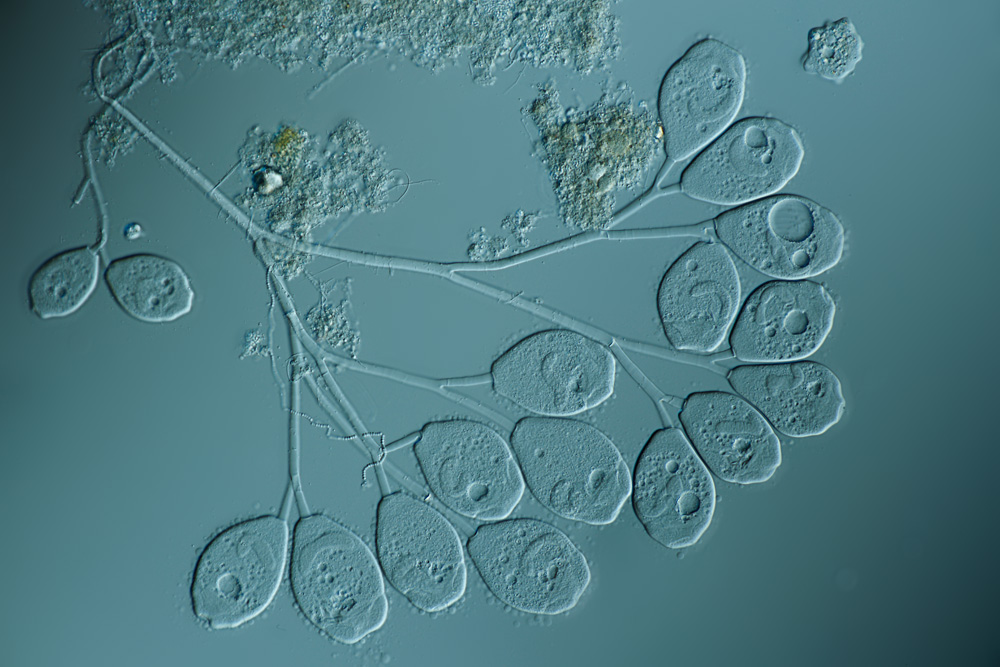
Vorticella (Sessilida)
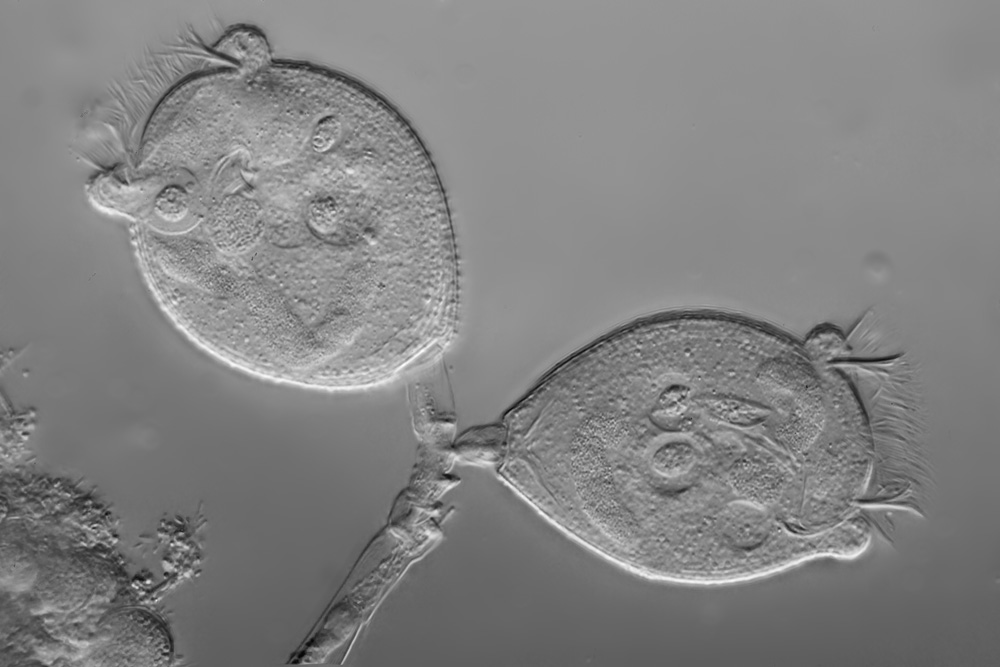
Vorticella (Sessilida)
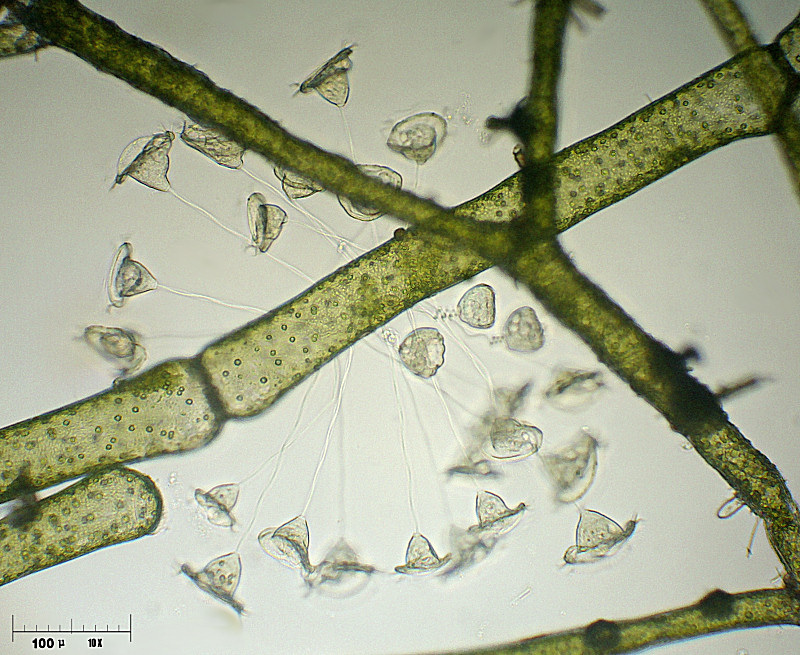
Vorticella campanula (Sessilida)